# Alchemilla flaccescens
Alchemilla flaccescens är en rosväxtart som beskrevs av Bus. och Werner Hugo Paul Rothmaler. Alchemilla flaccescens ingår i släktet daggkåpor, och familjen rosväxter. Inga underarter finns listade i Catalogue of Life.